# Polystichum kiyozumianum
Polystichum kiyozumianum är en träjonväxtart som beskrevs av Kurata. Polystichum kiyozumianum ingår i släktet Polystichum och familjen Dryopteridaceae. Inga underarter finns listade.